# William E. Williams
William Elza Williams, född 5 maj 1857 i Pike County i Illinois, död 13 september 1921 i Pittsfield i Illinois, var en amerikansk politiker (demokrat). Han var ledamot av USA:s representanthus 1899–1901 och 1913–1917.
Williams studerade vid Illinois College.
Williams är begravd på Pittsfield West Cemetery i Pittsfield i Illinois.